# Dogdancing
Dogdance ist eine Hundesportart, die ihren Ursprung in den USA hat. Beim Dogdancing vollführen Hund und Mensch rhythmische Bewegungen zu Musik.
Die Sportart stammt vom Obedience ab und basiert wie dieses auf grundlegendem Hundegehorsam und stellt hohe Anforderungen an Mensch und Tier. Dogdance vereint Elemente des Obedience – wie sehr aufmerksames „Bei-Fuß-Gehen“ – mit speziellen Kunststücken zu einer tänzerischen, musikalisch präsentierten Choreographie. Typische Kunststücke sind beispielsweise Beinslalom, Rückwärts gehen, Seitengänge, Drehungen, Pfotenarbeit, Sprünge über oder durch die Arme des Hundeführers, zwischen den Beinen laufen, Männchen machen und Polonaise. Der Hund wird durch kleinste Körpersignale und verbale Kommandos gelenkt. Da Dogdance sich als Alternative zu den Obedience-Wettbewerben, die vorgegebene Bewegungselemente zusammenfassen, entwickelt hat, ist im Englischen dafür die Bezeichnung Freestyle (freier Stil) üblich.
Dogdance beinhaltet Aspekte des menschlichen Tanzes (Rhythmik, Synchronität der Bewegungen, fließende Richtungswechsel) und schließt Elemente ein, die dem Dressurreiten entlehnt sind wie Traversalen oder spanischer Tritt. Die Tanzfiguren werden vom Mensch-Hund-Team im Rhythmus der Musik teils gegeneinander, teils auf Distanz getanzt.
Seit 2018 ist DogDancing offizielle Sportart im VDH. Der Verband für das Deutsche Hundewesen veranstaltet jährlich die Deutsche Meisterschaft sowie die Qualifikationen zur FCI WM und zur European Open Championship.

## Turniere

### Stufen und Klassen
Es gibt Dogdancing-Turniere in unterschiedlichem Rahmen, bis hin zu internationalen Turnieren. Grundsätzlich wird bei Turnieren unterschieden zwischen Funklassen und offiziellen Klassen. Während in den Funklassen keine Punktbewertung und kein Vergleich der Teams durch die Richter erfolgt, werden die Teams in den offiziellen Klassen durch einen Richter bewertet anhand ihrer erreichten Punktzahlen platziert. In den offiziellen Klassen sind keine Hilfsmittel zur Verstärkung wie Futter, Klicker oder Spielzeug zulässig. Eine Bewertung in offiziellen Klassen erfolgt, sobald ein Starter für diese Klassen gemeldet hat.
Funklassen werden vom Veranstalter vorgegeben, mögliche Funklassen sind:
- Beginner
- Open
- Senioren
- Handicap
- Trio
- Quartett
- Gruppen
- Lucky Dip

Beim Lucky Dip wird die Musik für jedes Team bei der Startnummernausgabe ausgelost und die Vorführung besteht im Wesentlichen aus Elementen der Improvisation.
Die offizielle Klassen sind:
- Klasse 1
- Klasse 2
- Klasse 3
- Klasse Senioren und Handicap
- Trio
- Quartett
- Klasse Junioren
- Neu Klasse 0 (Testphase)

Die Offiziellen Klassen werden in die Divisionen "Freestyle" (FS) und "Heelwork to Musik" (HTM) unterteilt.

### Bewertung
Es gibt ein Schema zur Bewertung der Vorführung, das im Regelwerk festgelegt ist. Die Maximalpunktzahl beträgt 200 Punkte. Diese teilen sich auf in eine artistische und eine technische Note und setzen sich wie folgt zusammen:
Artistische Note (maximal 100 Punkte):
- Teamwork (Ausstrahlung Mensch, Ausstrahlung & Motivation Hund, Zusammenarbeit)
- Dynamik (Tänzerischer Ausdruck, Rhythmik, musikalische Interpretation)
- Konzept (Musikwahl, Idee, Umsetzung)
- Choreographie (Aufbau, Struktur, Ringausnutzung, Balance, Positionierung)

Technische Note (maximal 100 Punkte):
- Fluss (Fluss, Übergang, Kombinationen)
- Ausführung (Genauigkeit, Signalgebung, Konstanz)
- Inhalt (Elemente & Kombinationen, Tricks & Bewegungen, Variation)
- Schwierigkeitsgrad (Elemente, Kombinationen, Interaktion)